# Estigmene dorsalis
Estigmene dorsalis är en fjärilsart som beskrevs av Walker 1855. Estigmene dorsalis ingår i släktet Estigmene och familjen björnspinnare. Inga underarter finns listade i Catalogue of Life.